# Fayette County, Kentucky
Fayette County är ett administrativt område i delstaten Kentucky, USA, med 295 803 invånare. Den administrativa huvudorten (county seat) är Lexington. Fayette County ligger i den inre delen av regionen Bluegrass. 

## Geografi
Enligt United States Census Bureau så har countyt en total area på 739 km². 736 km² av den arean är land och 3 km² är vatten. 

### Angränsande countyn
- Scott County - nord
- Bourbon County - nordost
- Clark County - öst
- Madison County - syd
- Jessamine County - syd
- Woodford County - väst